# 지윤환
지윤환(1989년 ~ )은 대한민국의 전직 배우이다.

## 출연

### 영화
- 2001년 휴머니스트
- 2002년 경

### 드라마
- 1994년 SBS 질주
- 1995년 KBS 2TV 젊은이의 양지
- 1996년 SBS 만강
- 1997년 KBS 2TV 파랑새는 있다

### 시트콤
- 1998년 SBS 순풍산부인과